# Hebbronville (Texas)
Hebbronville település az Amerikai Egyesült Államok Texas államában, Jim Hogg megyében, melynek megyeszékhelye is. Lakosainak száma 4101 fő (2020. április 1.).

## Népesség
A település népességének változása:

| 2010 | 4 558 |
| 2020 | 4 101 |